# Seil

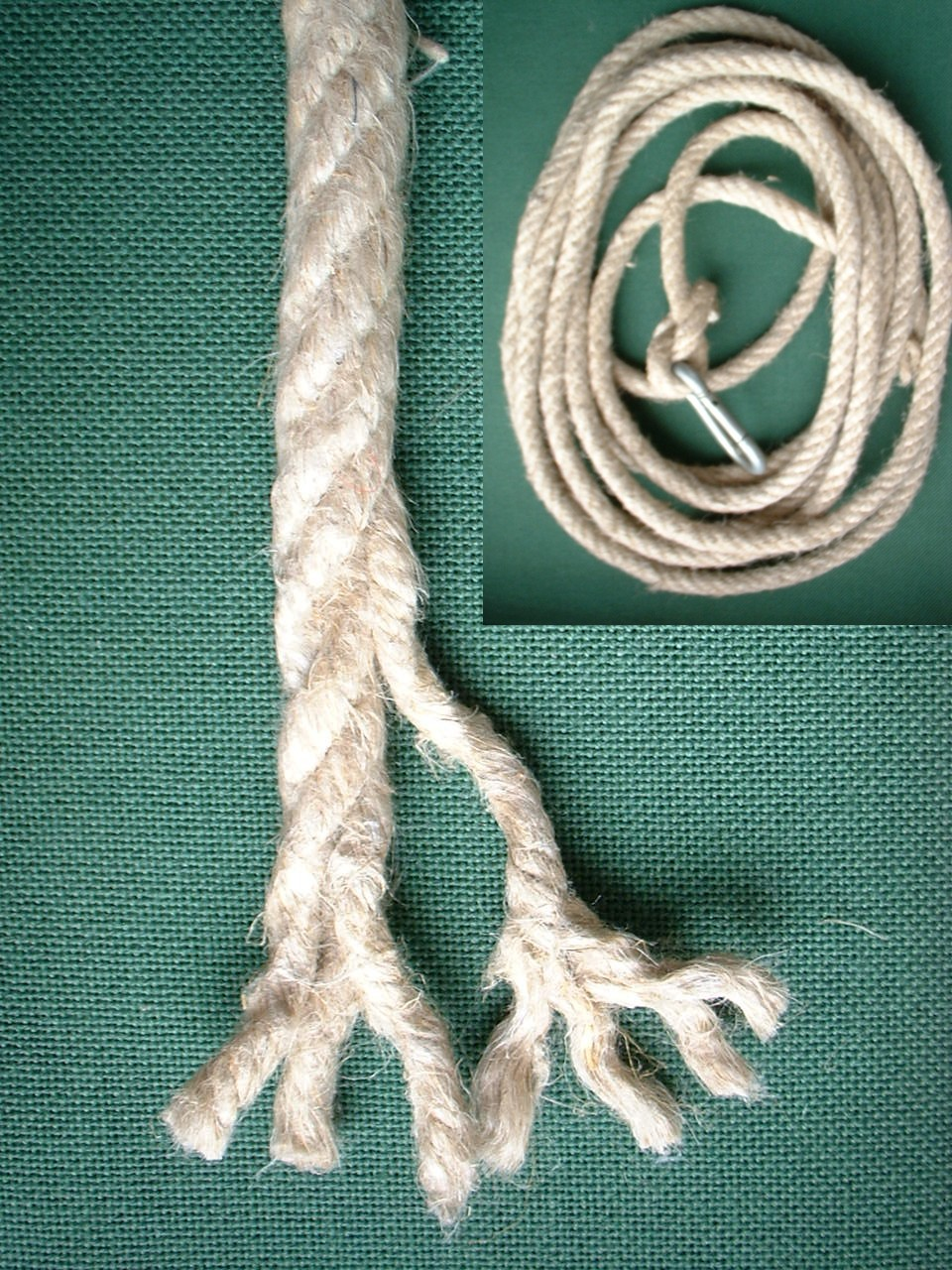
Hanfseil, aufgedröseltes Ende

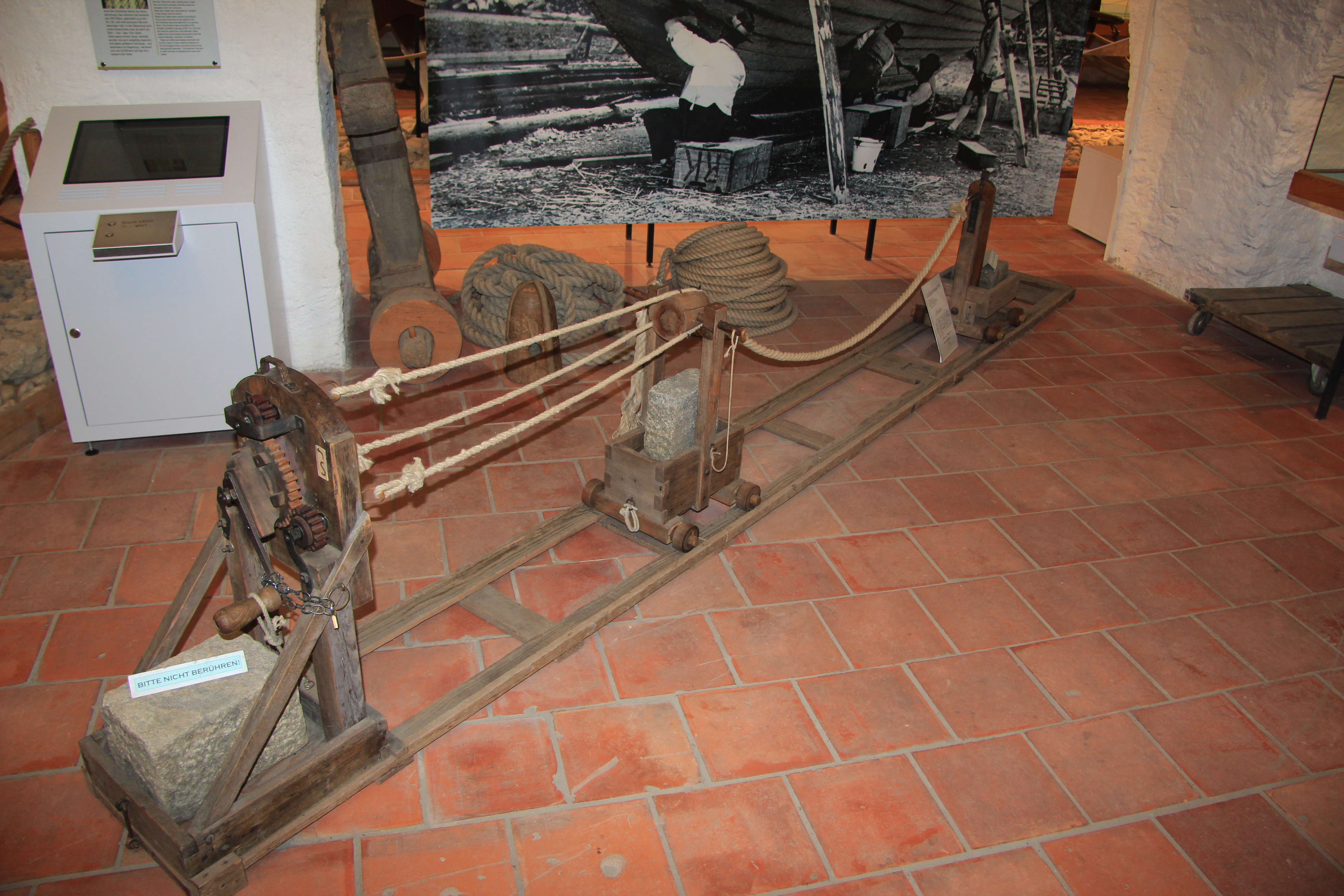
Seilbank im Schifffahrtsmuseum in Spitz (Niederösterreich)

Ein Seil ist ein aus zusammengedrehten („geschlagenen“) oder geflochtenen Natur- oder Kunstfasern oder Drähten bestehendes längliches, zugfestes, schlaff biege- und meist torsionsweiches elastisches Element. Es wird überwiegend zur Aufnahme von Zugkräften genutzt.
Seile werden typisch genutzt, um Zugkräfte aufzunehmen oder zu übertragen. Seile werden durch Zugfestigkeit / Reißkraft, Material und Durchmesser spezifiziert.
Von Gegenständen mit ähnlichen Eigenschaften und Funktionen wie Strick, Schnur, Kordel oder Leine unterscheiden sich Seile durch ihre Länge und/oder Dicke.
Bereits seit der Antike, insbesondere jedoch im Mittelalter und in der frühen Neuzeit, fand das Seilmotiv auch als Architektur- und Schmuckornament Verwendung (Seilstab).

## Geschichte
Im Jahr 2024 wurde ein rund 35.000 Jahre alter, vierfach durchbohrter Lochstab aus Mammut-Elfenbein wissenschaftlich beschrieben, von dem 15 zusammengehörige Fragmente in der Karsthöhle Hohler Fels in Baden-Württemberg entdeckt worden waren. Die Rekonstruktion des 20,4 cm langen, 3,6 cm breiten und 1,5 cm dicken Stabs aus dem Jungpaläolithikum sowie experimentel-archäologische Studien zu seiner Nutzung ergaben, – gestützt durch Anhaftungen von Pflanzenfasern und feine Riffelungen an seiner Oberfläche – dass es sich vermutlich um ein Werkzeug zum Verdrillen von Fasern zu einem Seil handelt. Aus dem deutlich jüngeren Mesolithikum wurden Seile und Fischernetze aus Weidenbast nachgewiesen. Ob man beim Steintransport und bei der Aufrichtung der Megalithbauten (Menhire, Dolmen) bereits entsprechend dicke Seile zur Verfügung hatte, ist umstritten. Ein um 1500 v. Chr. aus Lindenbast gefertigtes Seil mit einem Durchmesser von ca. 4 cm wurde in einem Salzbergwerk von Hallstatt entdeckt. Die ersten Abbildungen von Seilerwerkstätten stammen aus dem Alten Ägypten.
Mit der zunehmenden Bedeutung der Seefahrt wurde im Spätmittelalter und in der Renaissance zunehmend Tauwerk in größeren Mengen benötigt und hergestellt – es entstand der Beruf des Seilers bzw. Reepschlägers.
Die Herstellung industriell gefertigter Seile begann im 19. Jahrhundert. Neben Hanffasern wurden auch Sisalfasern sowie später Drähte – überwiegend Stahldrähte – und Kunstfasern verwendet.
Mit der Bildung von Löschmannschaften in Form von Pflichtfeuerwehren Anfang des 19. Jahrhunderts wurden auch deren Rechten und Pflichten festgelegt, in der auch die Handhabung von Seilen erfolgte. So hatte der Ortsvorstand eine Abteilung rüstiger Männer auszuwählen, welche „unter eigenen Anführern steht, und zum Retten von Menschen, Hausthieren und Effecten bestimmt ist“. Diese Mannschaft hatte sich, „soviel thunlich, mit starken, besonders an den Handhaben gut befestigten geflochtenen Körben, Rettungsschläuchen, Tragbahren, Zubern, Seilen und Brechwerkzeugen“ zu versehen, um Rettungsmaßnahmen durchzuführen. Beispielsweise erließ das Herzogtum Nassau im November 1826 eine solche Verordnung.

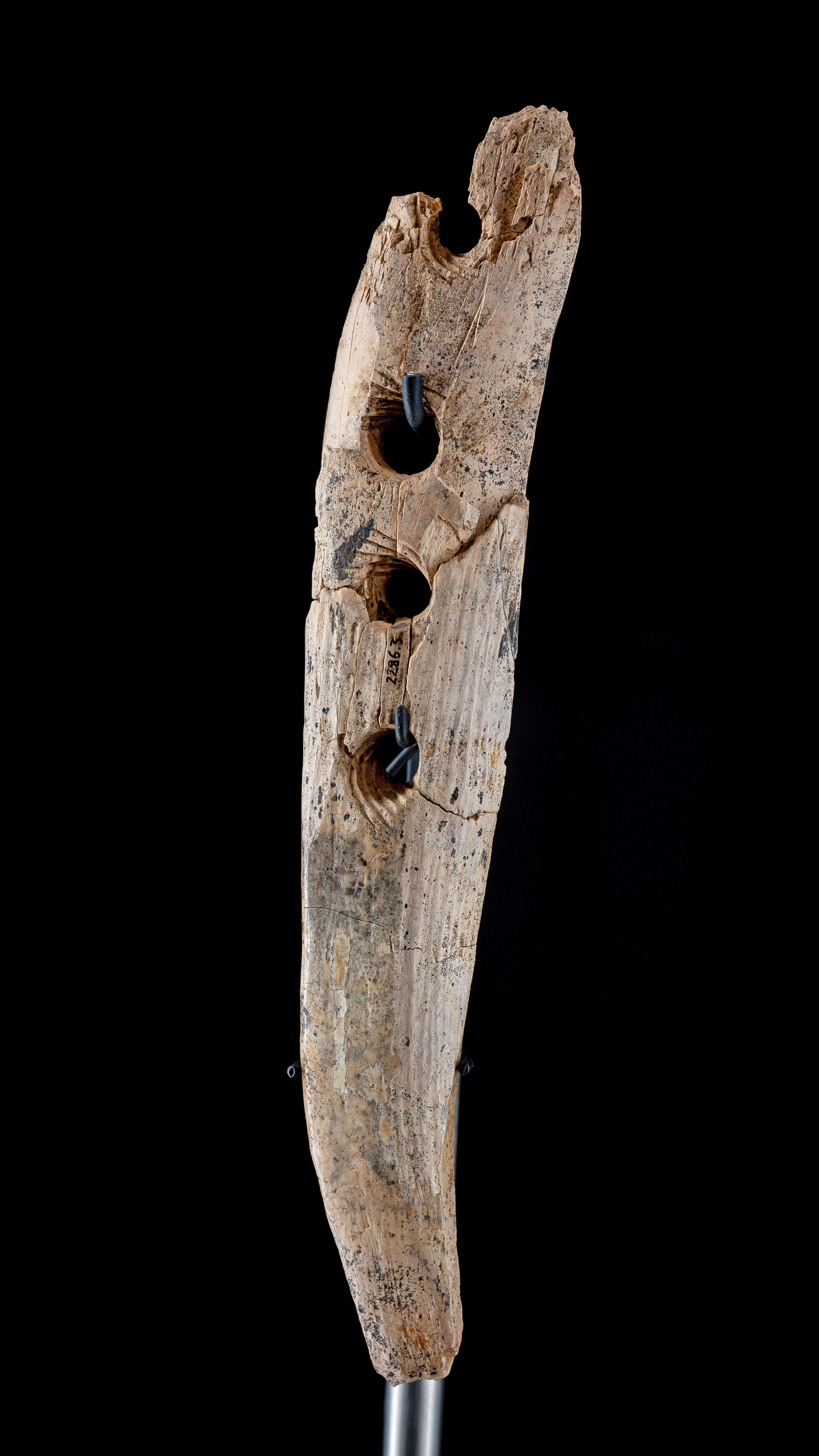
Lochstab aus Mammutelfenbein zur Seilherstellung aus der Fundstätte Hohler Fels
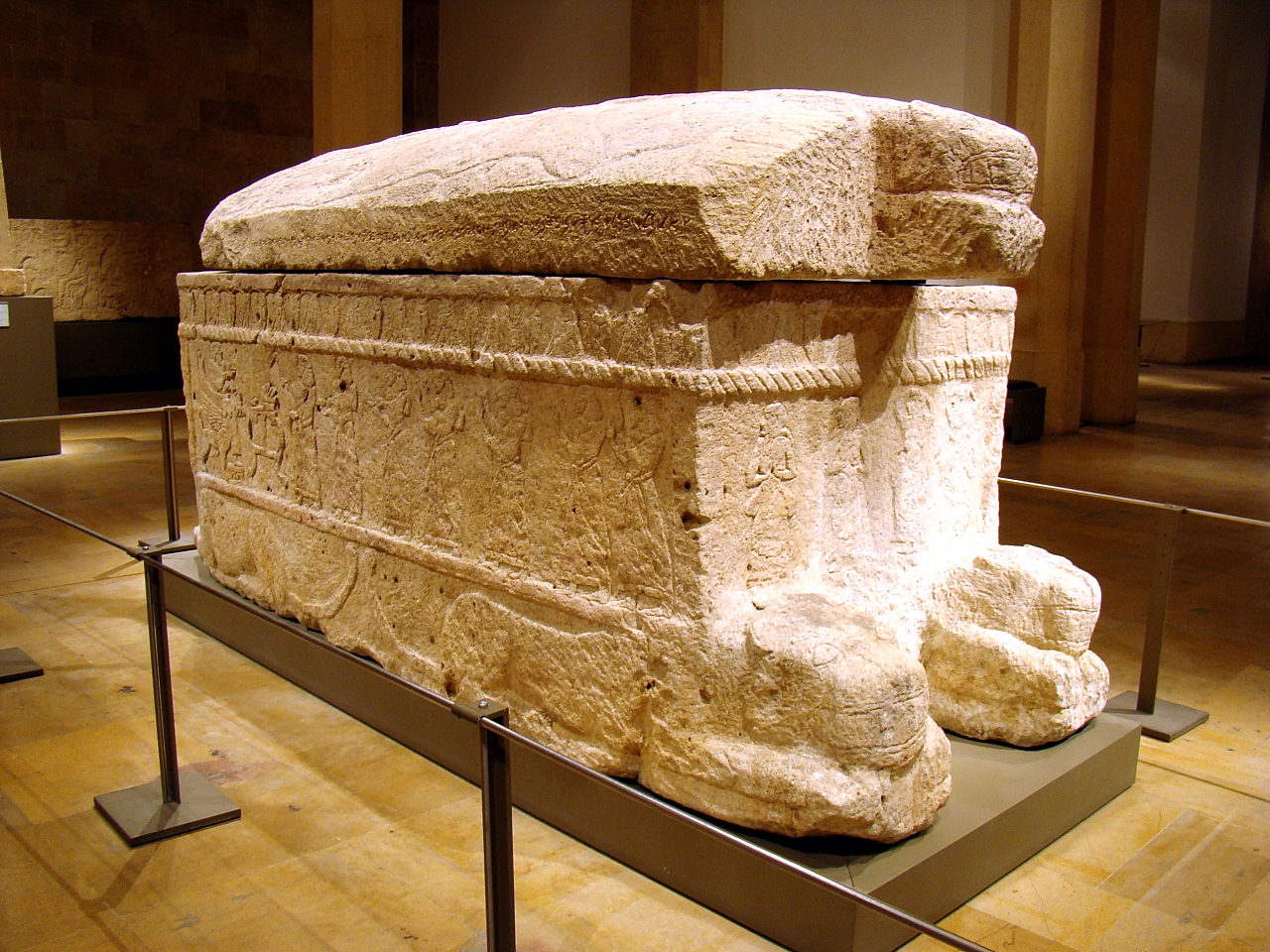
Ahiram-Sarkophag
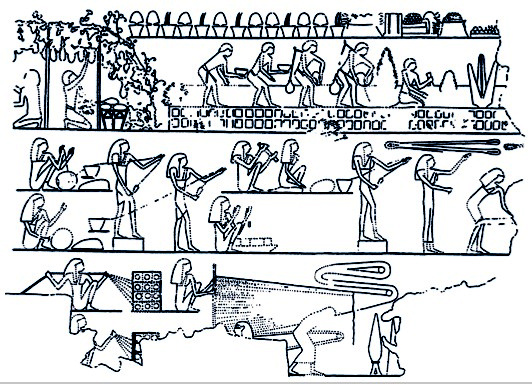
Seilerei im Alten Ägypten
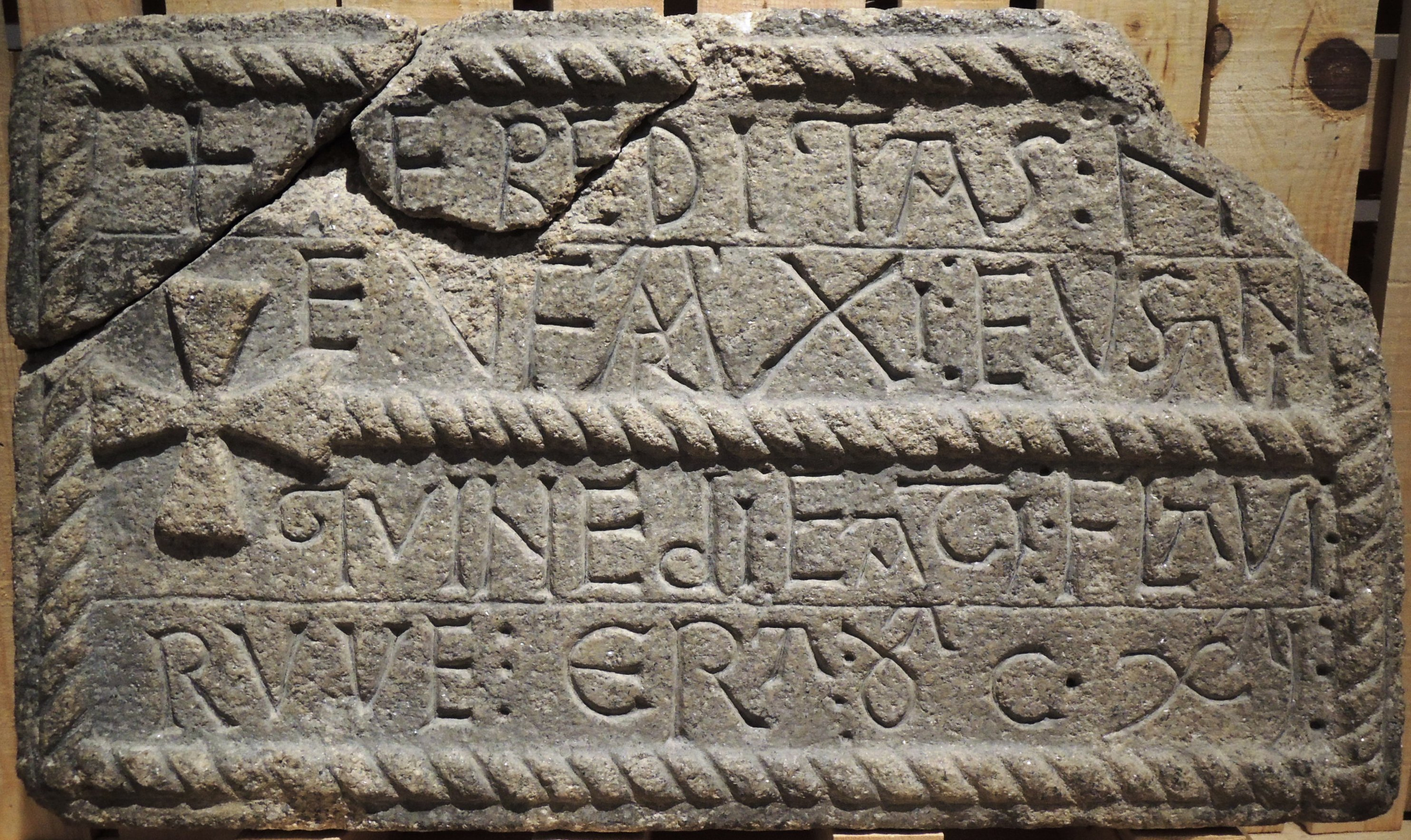
Seilstäbe, San Pedro de Rocas (6. Jh.)
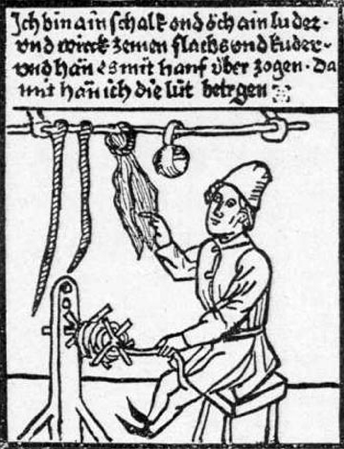
Deutscher Seilmacher um 1460–1480
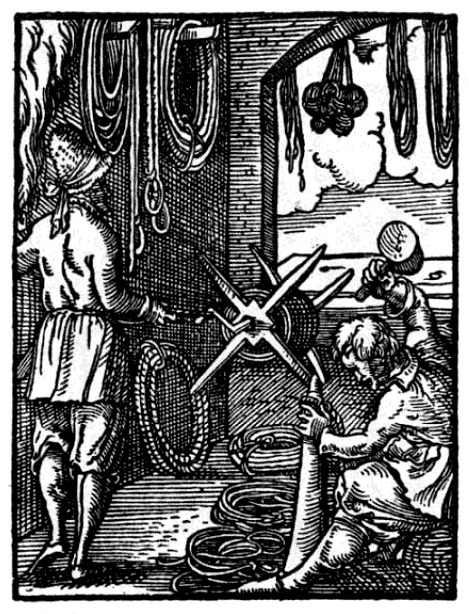
Seiler im 16. Jh.

## Anwendungsbereiche
Seile, Schnüre und Kordeln spielen in der Seefahrt sowie im Bau- und Transportwesen eine große Rolle. Historische Anwendungen sind Brunnenseile, Treträder, Katapulte, Krane, Lastenaufzüge und Flaschenzüge. Aufgrund der größeren Belastbarkeit und Dauerhaftigkeit werden bei vielen technischen Anwendungen heute Stahlseile bevorzugt.
Für unterschiedliche Anforderungen werden Seile mit unterschiedlichen weiteren Eigenschaften hergestellt:
- Elastizität bei Beanspruchung auf
  - Dehnung längs
  - Quetschung quer
- Griffigkeit – zur Übertragung von Kräften über Reibung, etwa in einer Seilrolle  mit keilförmiger Nut oder bei Verguss, Verkleben oder Einbetonieren.
- Biegeweich oder -steif – relevant auch beim Verknoten
- Krängelarm – Das Seil kann mehr oder weniger Verdrillung (pro Länge) aufnehmen ohne Drallschlaufen zu werden.
- Dämpfung über die Hysterese der Längendehnung
- Druck- und Klemmfestigkeit bei Quer-Einklemmen, Verpressen
- Verdreharmut bei Längsbelastung – wichtig beim Seilkran mit wechselnder Zugbelastung.
- Abriebfestigkeit und eigene Abriebwirkung
- Widerstand gegen Korrosion, Verrotten, chemischen Angriff
- Wasseraufnahme in die Faser und auf/zwischen die Fasern

Beim technischen Klettern, Tauziehen und zur Anfertigung von Strickleitern sind Seile unverzichtbar. An Treppen können sie einen Handlauf ersetzen.

## Bezeichnungen
Die Bezeichnung „Seil“ wird gleichermaßen für Seile aus Natur- und Kunstfasern wie auch für Drahtseile verwendet. Seile werden umgangssprachlich auch als „Strick“ oder bei geringem Durchmesser als „Schnur“ oder, wenn kurz und dünn, als „Kordel“ bezeichnet. Faden, Garn, Zwirn werden nicht zu den Seilen gezählt und sind vielfältige Produktionsmittel, welche keine mehrstufige Verzwirnung aufweisen.
In der Seefahrt spricht man mit Ausnahme des Glockenseils fast nie von Seilen, sondern von Tauen, Leinen, Trossen und Tampen, sowie eine Vielzahl von weiteren Bezeichnungen nach Machart oder Verwendung. Dünne Leinen werden als Bändsel bezeichnet. Der Oberbegriff heißt Tauwerk, unterteilt in laufendes und stehendes Gut.
Zu unterscheiden sind Seile, die recken, und reckarme Seile. Ein Seil, das sich unter Belastung ausdehnt, ist von Vorteil, wenn etwa der Fall eines Bergsteigers aufgefangen wird. Reckarme Seile dehnen sich unter Last sehr wenig aus und werden beispielsweise in der Takelage von Segelbooten verwendet. Das Recken ist vom gewählten Material und von der Flechtart des Seils abhängig. Das Recken wird in Prozent der Ausdehnung bei Nennbelastung angegeben.
Auch im Klettersport unterscheidet man Seile nach verschiedenen Kriterien.

## Ideales und reales Seil
Die Physik unterscheidet zwischen „idealen“ und „realen“ Seilen. Das ideale Seil – ein Modell – ist masselos, straff, nicht dehnbar und ohne Biegesteifigkeit. Es vereinfacht etwa die Abhandlung (reibungsfrei idealisierter) Flaschenzüge. Für den Durchhang in Form einer Kettenlinie oder die Wellenbewegungen des hängenden oder gespannten Seils muss es jedoch (nur) Masse haben (zur Mechanik von Seilen s. Seilstatik).

## Bestandteile und Aufbau

### Kabelgarn

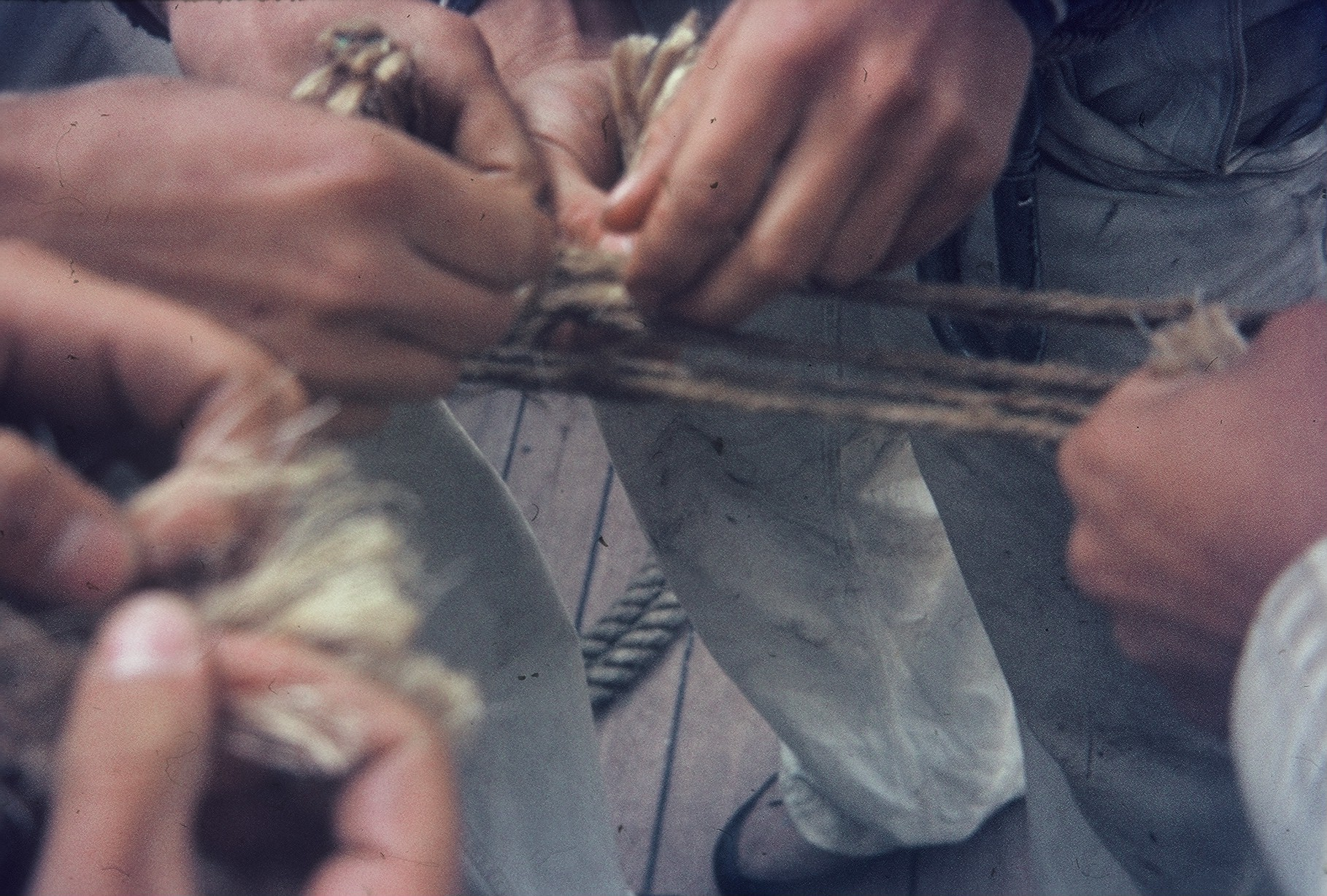
Kabelgarne für Tausendbein

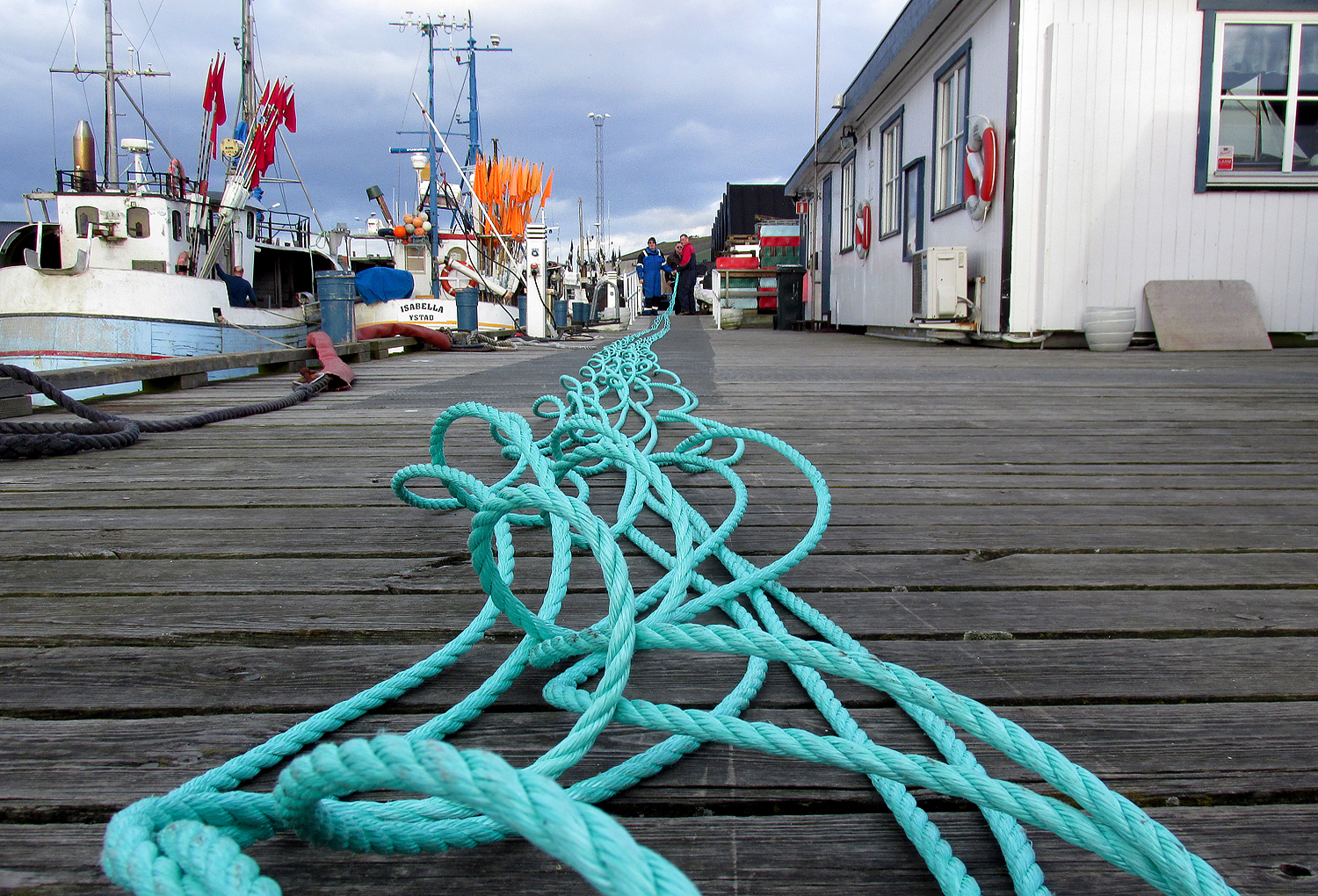
Fischer messen Seillängen, in Ystad 2016.

Im Gegensatz zum Garn, das zur Anfertigung von Segeltuchen benutzt wird, die Bezeichnung der kleinsten, aus einer Anzahl Fasern zusammengedrehten Einheit, die zur Herstellung von Kardeelen in Fasertauwerk benutzt wird. Seemännische Bezeichnung für den aus Fasern gesponnenen starken Faden (Garn).

### Materialien
Zur Herstellung von Seilen aus Naturfasern dienen Faserpflanzen: Baumwolle, Flachs, Hanf, Kokos, Manilahanf und Sisal
Kunstfaser-Seile haben folgendes Ausgangsmaterial (Produktbeispiele): Aramid (Technora/Twaron/Nomex/Kevlar), Polyester, Polyamid (Nylon, DeDeRon, Perlon), Polypropylen, Polyethylen (Dyneema/Spectra) sowie Poly(p-phenylen-2,6-benzobisoxazol) (Zylon)
Metall- bzw. Drahtseile werden aus Stahl oder Edelstahl hergestellt. Für elektrische Leitungen werden auch Kupfer, Messing, Aluminium und spezielle Legierungen verwendet.

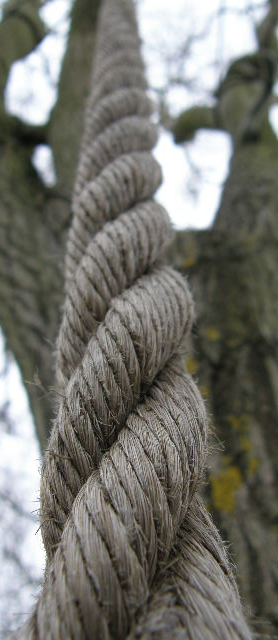
Manila-Tampen mit Z-Schlag, Typ „sZ“
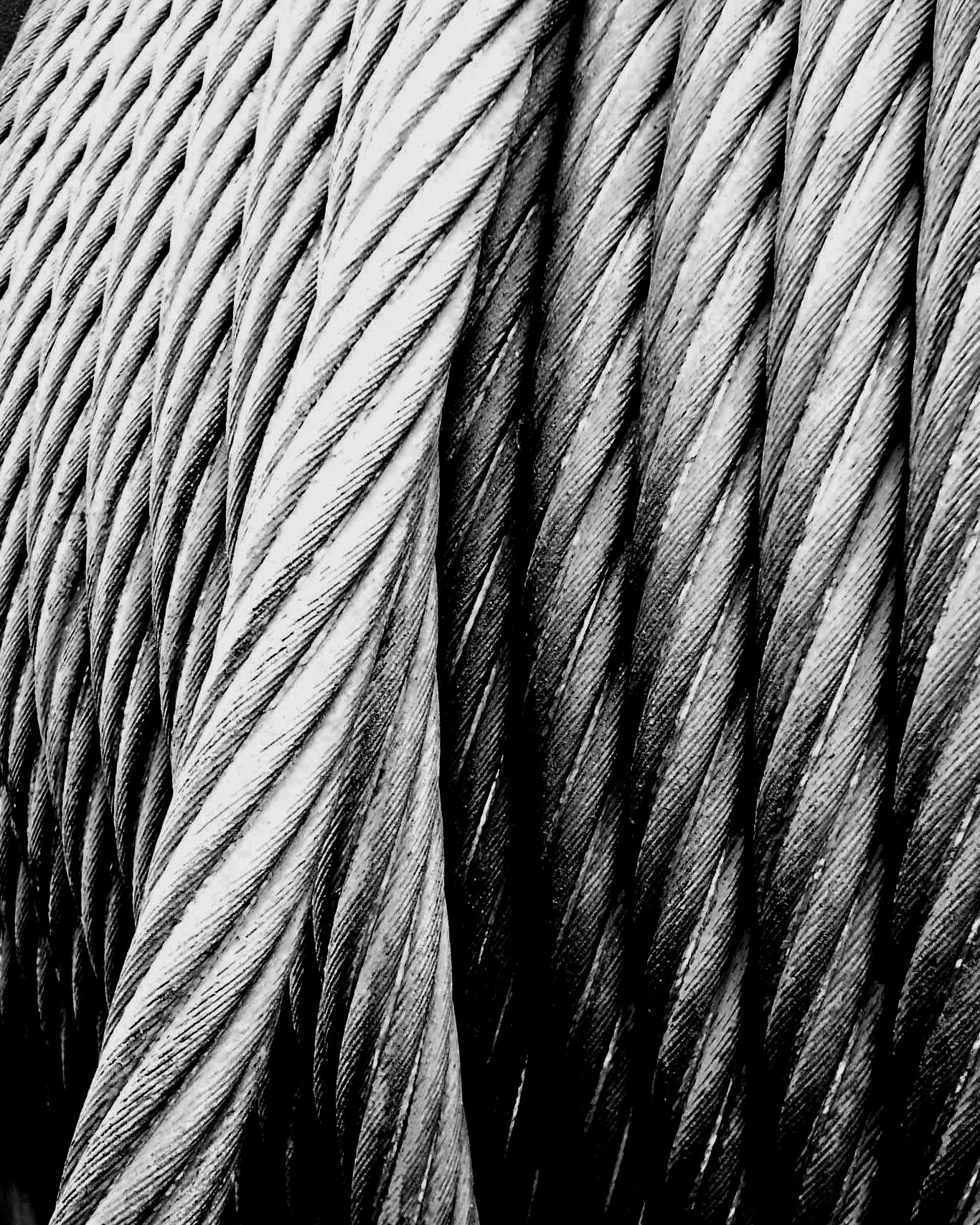
Stahlseil mit Z-Schlag und Gleichschlag (Seiltechnik) Typ „zZ“
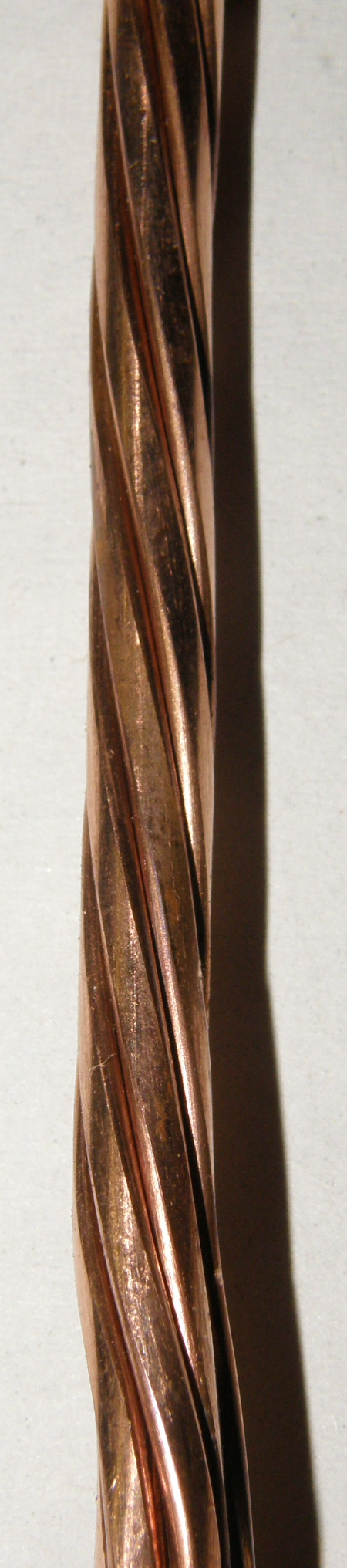
Kupferseil mit S-Schlag
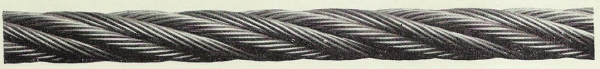
Stahlseil mit Z-Schlag und gegenläufigen Litzen

### Materialeigenschaften
|                             | Vorteile | Nachteile | Verwendung                                                                       |
| --------------------------- | --- | --- | -------------------------------------------------------------------------------- |
| Baumwolle                   | | vergleichsweise geringe Festigkeit, gegen Motten anfällig | Textilien, Kordeln                                                               |
| Flachs                      | | | Springseil                                                                       |
| Hanf                        | höchste Festigkeit bei den Naturfasern | geringe Bruchdehnung, Fasern sind grob und hart, im Freien verrottet Hanf nur langsam, Knoten in feuchten Seilen nur schwer zu lösen (vgl. alte Bergseile im Regen) | Dichtungsmaterial, Tauziehen, Deko, ehemalig Taue in der Takelage                |
| Kokos                       | sehr hohe Scheuerfestigkeit, gute Elastizität, geringe Schmutzaufnahme, gute Schockabsorption, schwimmfähig                                                        | | Fußmatten, Baumbinder, Schlepptrossen, früheres Füllmaterial in Autokopfstützen  |
| Manila                      | reißfest, widerstandsfähig gegen Meerwasser, leicht | | Taue in der Seefahrt                                                             |
| Sisal                       | hohe Reiß- und Scheuerfestigkeit, leicht und gut färbbar, widerstandsfähig gegen Feuchtigkeit                                                                      | | Schiffstaue, Seile, Fußmatten, Netze, Teppiche, Katzenkratzbäume                 |
| Polypropylen (PP)           | sehr leicht (schwimmfähig), nimmt kein Wasser auf, chemisch beständig gegenüber den meisten Säuren und Laugen, verhältnismäßig preisgünstig, hohe UV-Beständigkeit | nur ausgerüstet abriebfest und temperaturbeständig | Schwimmleine, günstige Festmacher, Allzweckseile z. B. für Baustellen, Wurfleine |
| Polyamid (PA)               | hohe Festigkeit und hohe Bruchdehnung, d. h. hohe Energieaufnahme                                                                                                  | quillt im Wasser auf, verliert Festigkeit bei Kontakt mit Wasser, wird u. U. hart, nicht komplett beständig gegen einige Säuren und UV-Strahlung                    | Klettern, Sichern, hochwertige Festmacher                                        |
| Polyester (PES)             | hohe Festigkeit, nimmt kein Wasser auf, sehr beständig gegenüber Witterungseinflüssen und den meisten Chemikalien, sehr hohe UV-Beständigkeit                      | relativ schwer, niedrige Bruchdehnung | Feuerwehrleine                                                                   |
| Hochfestes Polyethylen (PE) | „Dyneema“, extrem hohe Bruchfestigkeit (5-fache von Polyamid), sehr leicht (schwimmfähig), nimmt kein Wasser auf, äußerst beständig gegenüber Säuren und Laugen    | extrem geringe Bruchdehnung, Temperaturbeständig nur bis 70 °C |                                                                                  |
| Aramid („Kevlar“)           | Kern-Mantel-Seilchen: parallele Aramidfasern in Polyester-Mantel. Geringe Dehnung, hohe Zuglast, geringer Durchmesser, steif                                       | knickempfindlich – wird daher vernäht, nicht verknotet | Paragleiter-Leinen (ca. 2 mm Durchmesser)                                        |

Die früher zum Segeln und Bergsteigen verwendeten Seile waren meist aus Hanf; heute werden überwiegend synthetische Materialien verwendet. Sie sind bei geringerem Gewicht und Durchmesser stabiler, scheuerfester und besser knotbar. Abhängig von der Imprägnierung nehmen sie kaum Wasser auf und frieren weniger leicht ein. Allerdings altern Kunststoffseile durch die UV-Strahlung des Sonnenlichts und ihre Haltbarkeit und Festigkeit nehmen mit der Zeit ab.

## Herstellung

S-Schlag (linksdrehend) Z-Schlag (rechtsdrehend)

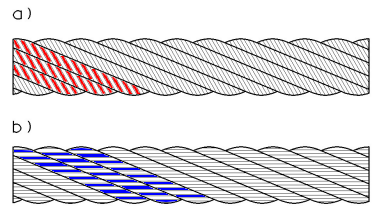
a) Gleichschlag
b) Kreuzschlag

Seile werden überwiegend durch das Verdrillen (Schlagen) der einzelnen Stränge hergestellt, seltener geflochten.
Mehrere aus Fasern gesponnene Fäden bzw. Drähte werden zunächst zu Litzen zusammengedreht. Aus mehreren Litzen wird dann das Seil geschlagen. Ein dünnes Seil besteht aus 3 bis 4 solcher Litzen, die verdrillt werden.
Seile, plattdeutsch Reepe, wurden früher vom Reepschläger (Seiler) per Hand auf Seilerbahnen (Reeperbahnen) gedreht. Heute erfolgt die Herstellung auf Seilschlagmaschinen. Historisch wurde das Drehen der einzelnen Seilstränge mit einer Warbel vorgenommen.
Die Schlagrichtung der Litzen und Seile kann linksdrehend oder rechtsdrehend (im Uhrzeigersinn) sein. Man spricht dabei von einem S-Schlag bzw. Z-Schlag. Ein kleines „s“ oder „z“ dient der Kennzeichnung der Schlagrichtung der Litzen, Großbuchstaben kennzeichnen die Schlagrichtung des Seiles.
Bei Kreuzschlagseilen laufen die Verdrillungen der einzelnen Litzenbündel der Verdrillung des Seils entgegen. Es ergibt sich ein steifes Seil, da die Entlastung einer Litze zugleich zur Anspannung der Fäden dieser Litze führt. Das Seil ist somit in sich ausgefacht, da durch die Reibung der Litzen zueinander eine Art Fachwerk entsteht. Das Seil ist somit flexibel, aber trotzdem steifer.
Bei Gleichschlagseilen erfolgt die Verdrillung von Litzen und Seil in derselben Drehrichtung. Die Litzen bleiben dadurch zueinander verschieblich und man erhält ein geschmeidiges und biegsames Seil. Beim Biegen eines Seiles wird die äußere Seite gedehnt und die innere gestaucht. Im Gegensatz zum Kreuzschlagseil führt die Entlastung der inneren Litzen zugleich auch zur Entlastung der inneren Fäden dieser Litzen. Gleichschlagseile werden beispielsweise für Zug- und Förderseile von Seilbahnen verwendet.
Besonders starke Seile (Trossen) bestehen wiederum aus mehreren dünneren Seilen, die miteinander verdrillt werden und in dieser Funktion Kardeele heißen. Die Schlagrichtung der Kardeele und des gesamten Seils sind einander entgegengesetzt, was ein Aufdrehen des Seiles verhindert.
Das Verbinden von Seilenden erfolgt durch Spleißen, bei dem die Seilenden ineinander verflochten werden. Die Seilenden eines Naturfaserseiles werden durch ein Takling vor dem Aufdröseln geschützt. Bei Kunstfaserseilen werden die Seilenden meist verschmolzen oder mit Klebeband umwickelt.
Zur Verknüpfung von Seilen dient eine Vielzahl von Knoten.

Seilerei
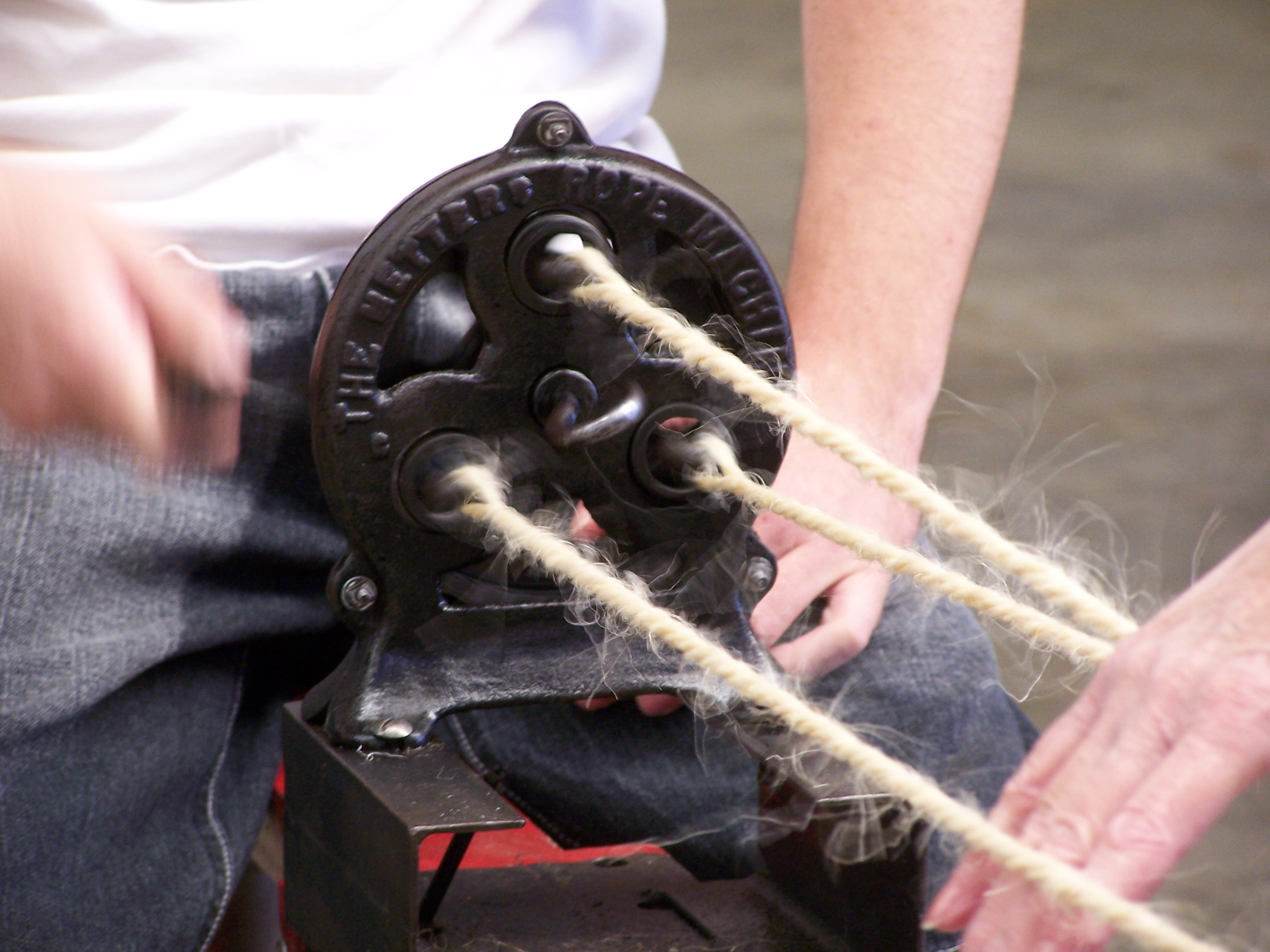
Seilherstellung 1928
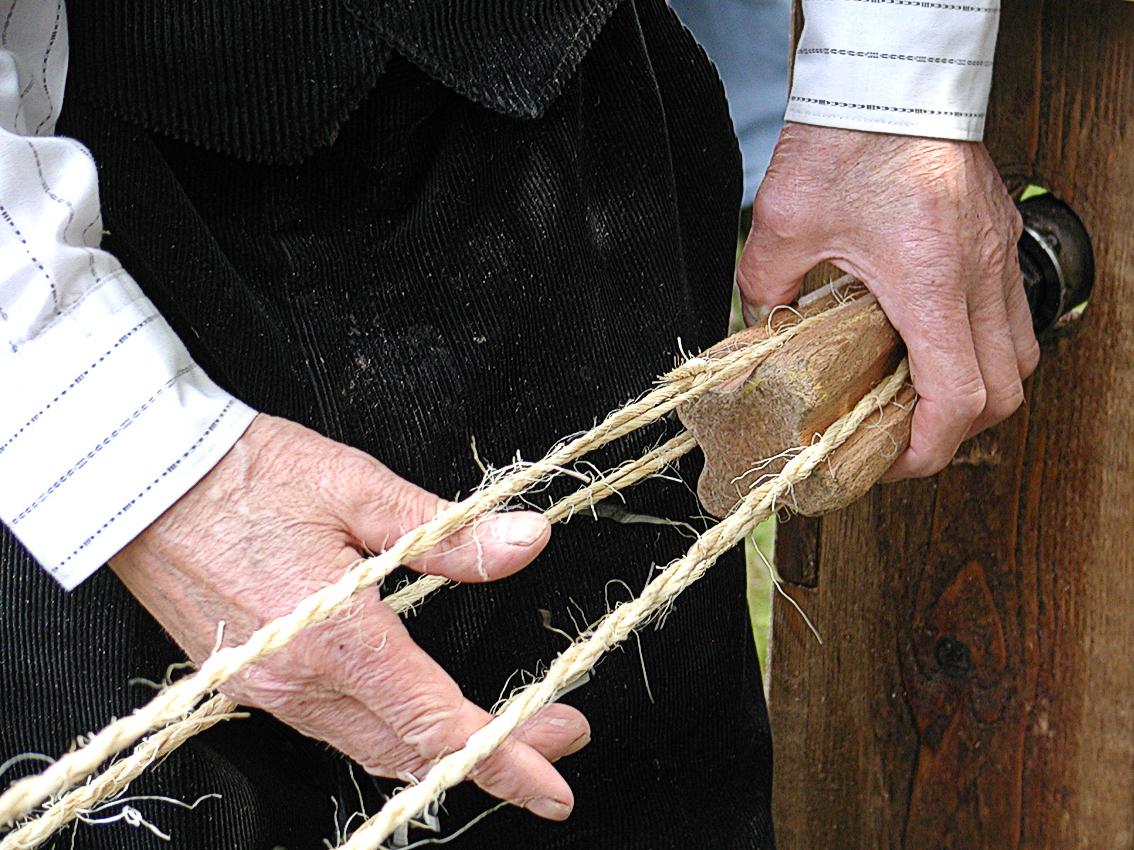
Leitholz zur Verdrillung der Litzen
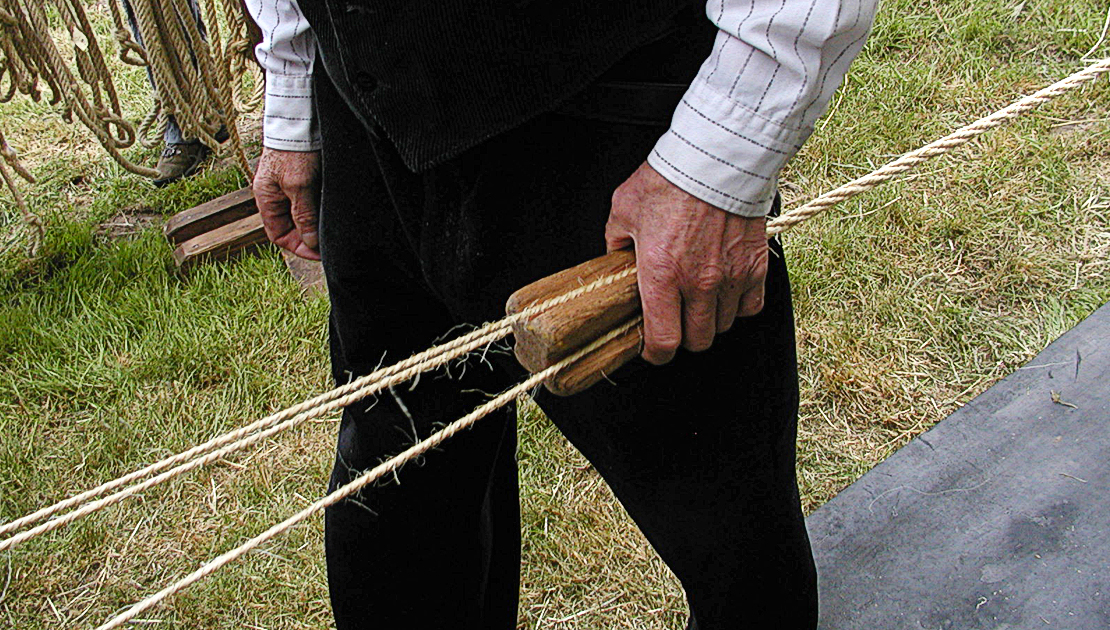
Seiler auf dem Weg zum fertigen Seil
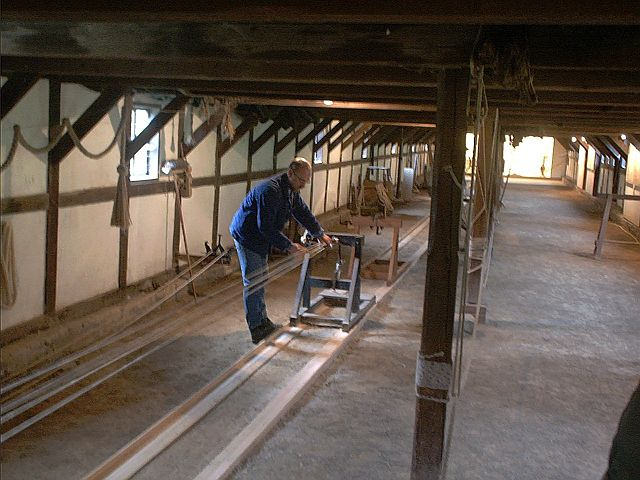
Seilherstellung in Hohenlimburg

## Geflochtene Seile
Neben geschlagenen Seilen werden auch geflochtene Seile hergestellt, die meist elastischer sind und sich nicht aufdrehen. Sie werden in der Regel um eine innere Faser oder Litze, die man Seele nennt, herum oder hohl geflochten.

### Bänder und Gurte
Flach geflochtene Seile nennt man Band (Mehrzahl: Bänder) oder Gurt (Mehrzahl: Gurte).
im Handwerk
Personensicherung: Sicherheitsgurt (Auto, Flugzeug), Feuerwehrhaltegurt
Transport: Hebezeug, Spanngurt, Tragegurt, Möbelgurt
Antrieb, Maschinen: Antriebsriemen, Rollladengurt
beim Sport
Klettern: Klettergurt, Bandschlinge, Expressschlinge, Klettersteigset
Segeln: Lifebelt, Gurtgeschirr, Sorgleine, Rettungsweste, Strecktau
Slackline (Balancieren)

## Aufbewahrung und Pflege
Kunststoffseile dürfen nur dauerhaft dem Sonnenlicht ausgesetzt sein, wenn sie für diesen Einsatzzweck freigegeben sind. Sie altern durch UV-Strahlung und die Reißfestigkeit reduziert sich.
Zum Waschen von Kletterseilen verwendet man kaltes Wasser und lässt sie langsam an der Luft trocknen. Polyesterseile sind laugenempfindlich und dürfen nicht mit Seife gewaschen werden.

## Kletterseile

### Dynamische Seile

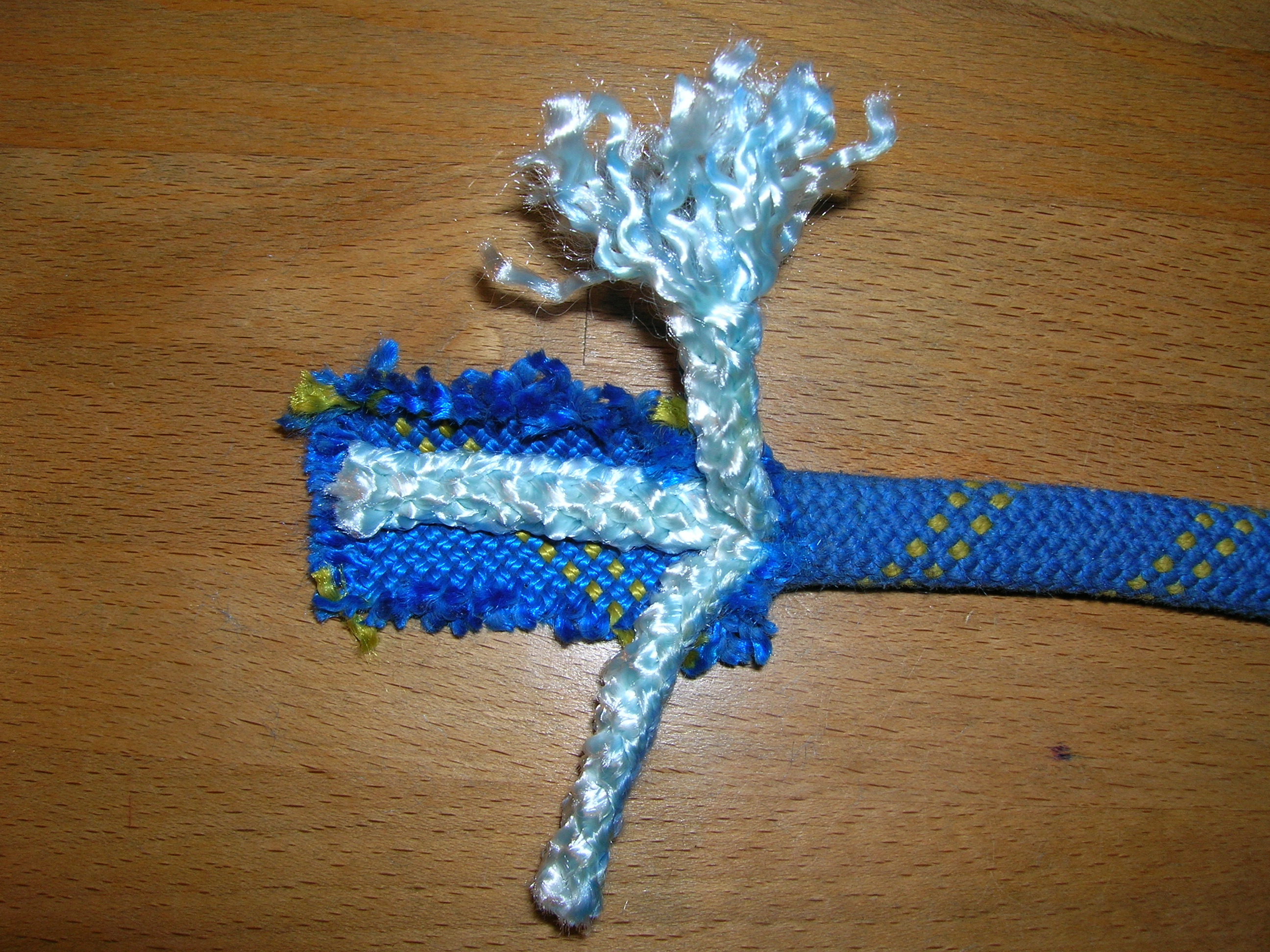
Kletterseil-Innenleben

Kletterseile (nach EN 892) sollen bei Sturz enorm hohe Kräfte sicher aufnehmen, ohne eine für den Menschen durch zu hohe Bremsbeschleunigung gefährliche Wirkung zu verursachen, sowohl bei der Seilsicherung beim Klettern wie auch beim Anseilen zur Seilschaft. Sie werden um eine Seele aus einem elastischen Material gefertigt. Durch die Kräfteumwandlung im Seil (siehe Helix) wird die Energie in der elastischen Seele zwischengespeichert, und die Ausdehnungsgeschwindigkeit des Seils in der Länge nimmt langsam ab (dynamischer Kräfteverlauf, geringe Beschleunigungen). Das Seil wird dabei länger, aber deutlich dünner. Nachdem die Abwärtsbewegung zum Stillstand gekommen ist, wandelt sich die elastische Energie zurück in eine Bewegung, und die Last pendelt in der Vertikalen aus. Eine extreme Anwendung dieses Prinzips ist das Bungee-Jumping.

### Semi-Statische Seile
Als semi-statische Seile werden allgemein Seile und auch Reepschnüre mit niedriger Dehnfähigkeit (EN 1891) bezeichnet. Sie sind für die Personensicherung bei Höhenarbeiten, für Seilzugänge, für Personenrettung, für Speläologie und andere ähnliche Tätigkeiten geeignet. Bei diesen Anwendungen ist es wichtig, dass das Seil auf Zug eine möglichst geringe Dehnfähigkeit und maximale Festigkeit aufweist.

## Stahlseile
Drahtseile, die heute in der Regel aus Stahl sind, werden in unterschiedlichen Durchmessern und Arten zu den verschiedensten Zwecken verwendet, dünnste für die Parallelführung von Sensorleisten in Scannern, dünne und biegsame für das Schaltungsseil am Fahrrad, stärkere als Bowdenzug für die Bremsen (auch im Auto für Handbremse und Kupplung), für das Abspannen und Abhängen von Leuchten und Bildern über Seile für Aufzüge, Winden, Bagger, Krane und Seilbahnen bis zu den Seilen für Schrägseil- und Hängebrücken. Im Bauingenieurwesen werden Seile auch immer häufiger für Dachkonstruktionen nach dem Vorbild der Zeltdächer im Münchner Olympiapark verwendet. Entsprechend den verschiedenen Verwendungszwecken werden zahlreiche Arten von Drahtseilen mit unterschiedlichen Eigenschaften hergestellt, z. B. solche mit einer Stahl- oder einer Hanfseele oder heute einer Kunststoffseele mit oder ohne integrierten Lichtwellenleiter. Bei Seekabeln dienen Stahlseile unter Wasser auch als Schutzummantelung.
In Stahlseile werden oft textile Fäden eingearbeitet, die mit Öl getränkt sind. Durch ständige Abgabe des Öles beim Bewegen des Seiles erfolgt eine gewisse Schmierung des Seiles und es wird geschmeidiger. Außerdem wird Rost im Seil verhindert.
Drähte für Stahlseile haben eine Zugfestigkeit um 2000 N/mm².
Drahtseile aus Aluminium (oft in Verbindung mit einem Stahlseil-Kern), Kupfer (auch als geflochtenes Band) und Bronze dienen als flexible elektrische Leiter. Nur gering verdrillte Kupfer-Litzenbündel, die im Wesentlichen von der Ummantelung mit flexiblem Kunststoffisolator (früher PVC, heute PE) zusammengehalten werden, werden eher nur als Kabel bezeichnet.

## Heraldik

Montouliers

Selten finden Seile in Wappen Verwendung, siehe auch Liebesseil.